# خربة الجوزية
خربة الجوزية قرية سورية تقع في محافظة اللاذفية على الطريق الدولي الواصل بين مدينتي اللاذقية وكسب على بعد 16 كم إلى الشمال من مدينة اللاذقية كما تبعد عن كسب قرابة 40 كم وعن البحر 3 كم ويعود اسمها لكونها مبنية على أنقاض موقع أثري وهذا ما تشير إليه كلمة "خربة". تتبع القرية لناحية عين البيضا بمنطقة اللاذقية وهي تتمتع بتنوع تضريسي إذ تتنوع أراضيها ما بين السهلية المنبسطة والجبلية المنحدرة ولكل منها نمط خاص من المزروعات.

## الطبيعة
يمر في القرية نهران وهما نهر العرب ونهر الخربة والذي بني في مجراه سد يحبس خلفه بحيرة جميلة تشكل عنصراً من عناصر الجذب السياحي في المنطقة إذ أُنشئ على ضفافها العديد من المطاعم والاستراحات مستغلين جمال المنظر الطبيعي.

## النشاط الاقتصادي
النشاط الرئيسي في القرية هو الزراعة إذ تشتهر القرية بزراعة
الحمضيات في سهولها والتي تعتبر عالية الخصوبة والزيتون في المنحدرات وتحتوي القرية على العديد من معاصر الزيتون
و فيها مدجنة لتربية الدواجن ويقوم السكان بتربية الحيوان أيضاً.
بالإضافة إلى وجود حركة سياحية في المنطقة نظرا لجمال طبيعتها واحتوائها على المقامات الدينية.

## المعالم
ومن أهم المعالم في القرية هما كنيسة ودير السيدة العذراء العجائبي (سيدة الينبوع الحي) والذي يعد من أهم الأديرة المسيحية على مستوى المحافظة وكما يقوم الكثير من أبناء الأديان والطوائف الأخرى بزيارته والتبرك به وهو من الأماكن التي اتفقت جميع الطوائف في المنطقة على تبجيلها.
بالإضافة إلى وجود مسجد إسلامي في القرية.

## السكان
يقارب عدد سكان القرية 5000 نسمة وهم في معظمهم من الطبقة المتعلمة والحائزين على الشهادات الجامعية مع عدم وجود للأمية فيها. أغلب سكان القرية من المسلمين بالإضافة إلى وجود أبناء الديانة المسيحية فيها.
أكبر عائلات القرية : آل منصور بالإضافة إلى وجود الكثير من العائلات كآل الشيخ أحمد والشيخ صالح وعلان ورمضان وحيدر وجوني ويوسف وحسن وسليطين وعبيد وغيرها؛ وجميعم تجمعهم علاقات محبة.